# Western Music Association
De Western Music Association (afgekort WMA) is een Amerikaanse organisatie die werd opgericht in 1989 voor het bevorderen voor Westerse muziek, zowel van de geschiedenis als de literatuur van West-Amerika.
De WMA organiseert elke november het "International Western Music Festival", waar winnaars van verschillende categorieën worden benoemd zoals: Traditionele Westerse Duo/Groep van het jaar, Traditionele Westerse album van het jaar, nummer van het jaar, tekstschrijver van het jaar, mannelijke en vrouwelijke artiest van het jaar enz.
Ook publiceert de WMA een tijdschrift, genaamd The Western Way.
De Western Music Association heeft een eigen Hall of Fame.